# Clairmarais
Pour l’article homonyme, voir Quartier Clairmarais - Charles Arnould.
Clairmarais (en néerlandais : Klaarmares, en flamand occidental: Klommeres, Claeremeersch) est une commune française située dans le département du Pas-de-Calais en région Hauts-de-France. Ses habitants sont appelés les Clairmaraisiens.
La commune fait partie de la communauté d'agglomération du Pays de Saint-Omer qui regroupe 53 communes et compte 104 937 habitants en 2021.
Le territoire de la commune est situé dans le parc naturel régional des Caps et Marais d'Opale.

## Géographie

### Localisation
Localisée dans le nord-est du département du Pas-de-Calais et limitrophe du département du Nord, la commune de Clairmarais, limitrophe, à l'ouest, de la commune de Saint-Omer (chef-lieu d'arrondissement) est située dans le bassin de l'Aa en grande partie sur le marais audomarois sur la Méridienne verte à la frontière de la Flandre et de l'Artois, du Nord et du Pas-de-Calais. Elle fait partie du Westhoek français, la région flamingante de France. Lors de la dernière invasion marine, à l'époque de Charlemagne vers l'an 800, Saint-Omer était un petit port, et Clairmarais était presque au bord de la mer.
Le territoire de la commune est limitrophe de ceux de sept communes, dont cinq, Bavinchove, Nieurlet, Noordpeene, Renescure et Zuytpeene, dans le département du Nord
Les communes limitrophes sont Noordpeene, Saint-Omer, Bavinchove, Nieurlet, Renescure, Zuytpeene et Arques.

### Géologie et relief
La superficie de la commune est de 18,02 km2 ; son altitude varie de 1  à   34 m.

### Hydrographie
Le territoire de la commune est situé dans le bassin Artois-Picardie.
Le canal de Neufossé, d'une longueur de 19,63 kilomètres, traverse l'extrême ouest de la commune, il relie le fleuve côtier l'Aa canalisée à partir de la commune de Saint-Omer, à la rivière la Lys dans la commune d'Aire-sur-la-Lys.
La commune est également traversée par cinq autres cours d'eau :
- le Schoubrouck, cours d'eau naturel de 12,09 km, qui prend sa source dans la commune de Renescure et se jette dans le petit Leck au niveau de la commune[6] ;
- le vieux fossé, cours d'eau naturel de 3,51 km, qui prend sa source dans la commune d'Arques et se jette dans le watergang liene au niveau de la commune de Saint-Omer[7] ;
- le Clairmarais, cours d'eau naturel de 2,2 km, qui prend sa source dans la commune et se jette dans le Schoubrouck au niveau de la commune[8] ;
- le petit Leck, cours d'eau naturel de 1,51 km, qui prend sa source dans la commune et se jette dans le grand Leck au niveau de la commune de Saint-Omer[9] ;
- le Ferme du Zuid Brouck, d'une longueur de 1,34 km[10].

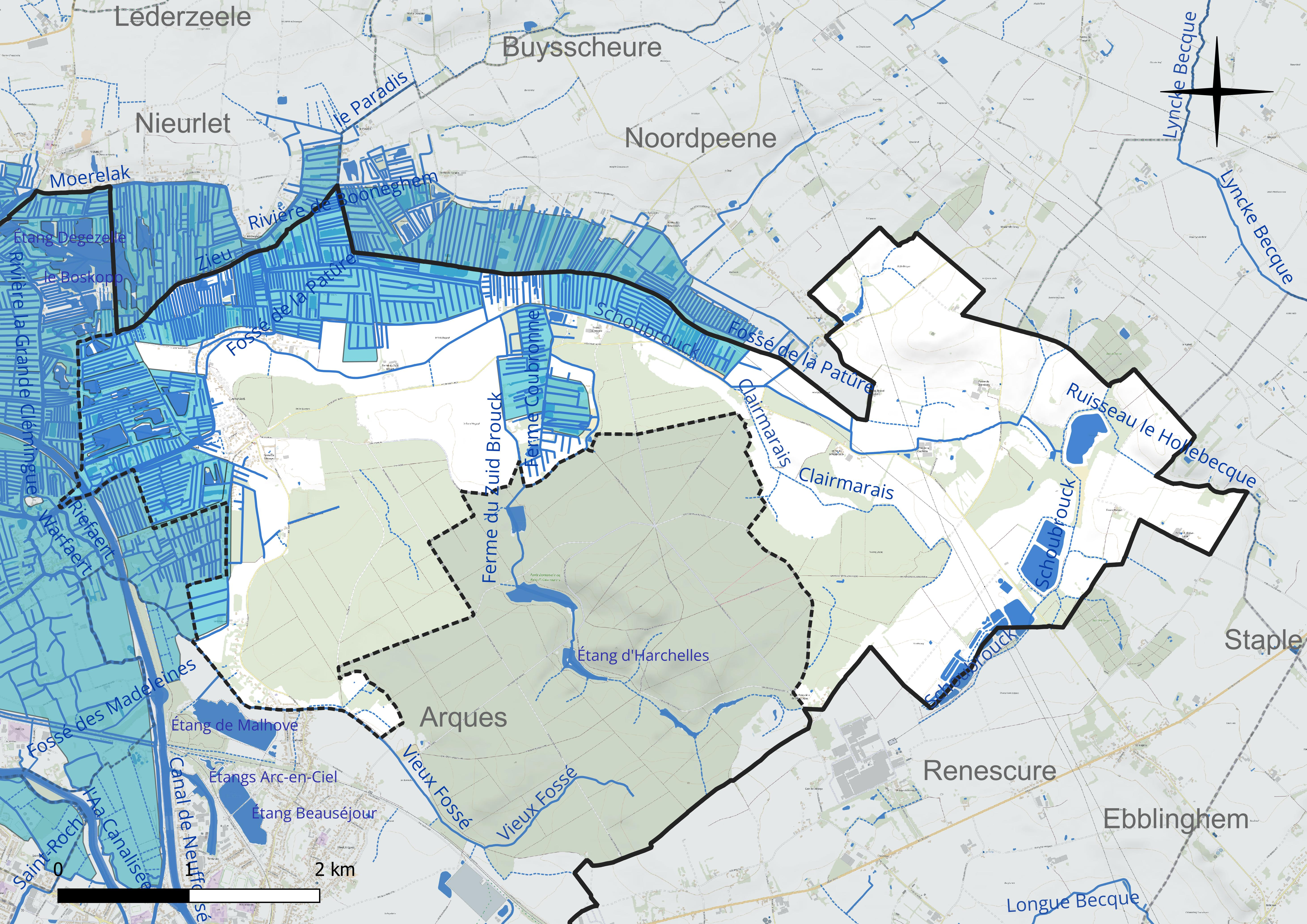
Réseau hydrographique de Clairmarais.

### Climat
Pour des articles plus généraux, voir Climat des Hauts-de-France et Climat du Pas-de-Calais.
En 2010, le climat de la commune est de type climat océanique altéré, selon une étude du CNRS s'appuyant sur une série de données couvrant la période 1971-2000. En 2020, Météo-France publie une typologie des climats de la France métropolitaine dans laquelle la commune est exposée à un climat océanique et est dans la région climatique Côtes de la Manche orientale, caractérisée par un faible ensoleillement (1 550 h/an) ; forte humidité de l’air (plus de 20 h/jour avec humidité relative > 80 % en hiver), vents forts fréquents.
Pour la période 1971-2000, la température annuelle moyenne est de 10,6 °C, avec une amplitude thermique annuelle de 13,9 °C. Le cumul annuel moyen de précipitations est de 797 mm, avec 12,9 jours de précipitations en janvier et 7,8 jours en juillet. Pour la période 1991-2020, la température moyenne annuelle observée sur la station météorologique la plus proche, située sur la commune de Watten à 10 km à vol d'oiseau, est de 11,3 °C et le cumul annuel moyen de précipitations est de 822,8 mm,. Pour l'avenir, les paramètres climatiques de la commune estimés pour 2050 selon différents scénarios d'émission de gaz à effet de serre sont consultables sur un site dédié publié par Météo-France en novembre 2022.

### Milieux naturels et biodiversité

#### Espaces protégés et gérés
La protection réglementaire est le mode d’intervention le plus fort pour préserver des espaces naturels remarquables et leur biodiversité associée.
Dans ce cadre, la commune fait partie de sept espaces protégés : 
- le parc naturel régional des Caps et Marais d'Opale, d’une superficie de 132 499 ha réparties sur 154 communes, géré par le syndicat mixte d'aménagement et de gestion du parc naturel régional des Caps et Marais d'Opale[18].
- le marais audomarois avec :
  - le marais audomarois, d'une superficie de 227,069 hectares, un terrain acquis et géré par le Conservatoire du littoral[19],
  - la réserve de biosphère, zone centrale, d'une superficie de 1 154 ha, géré par le syndicat mixte du parc naturel régional des Caps et marais d'Opale et la communauté d'agglomération du Pays de Saint-Omer (CAPSO)[20],
  - la réserve de biosphère, zone tampon, d'une superficie de 3 082 ha, géré par le syndicat mixte du parc naturel régional des Caps et marais d'Opale et la communauté d'agglomération du Pays de Saint-Omer[21],
  - la réserve de biosphère, zone de transition, d'une superficie de 18 303 ha, géré par le syndicat mixte du parc naturel régional des Caps et marais d'Opale et la communauté d'agglomération du Pays de Saint-Omer[22],
  - la zone humide protégée par la convention de Ramsar, d'une superficie de 3 737 ha[23].
- la réserve naturelle régionale des prairies du Schoubrouck avec une parcelle en maitrise d'usage. Terrain géré (location, convention de gestion) par le Conservatoire d'espaces naturels des Hauts-de-France, d'une superficie de 4,135 ha[24].

#### Zones naturelles d'intérêt écologique, faunistique et floristique
L’inventaire des zones naturelles d'intérêt écologique, faunistique et floristique (ZNIEFF) a pour objectif de réaliser une couverture des zones les plus intéressantes sur le plan écologique, essentiellement dans la perspective d’améliorer la connaissance du patrimoine naturel national et de fournir aux différents décideurs un outil d’aide à la prise en compte de l’environnement dans l’aménagement du territoire.
Le territoire communal comprend trois ZNIEFF de type 1 :
- la forêt domaniale de Clairmarais, d'une superficie de 1 704 ha. Cette ZNIEFF s’étend à l’est de Saint-Omer, appartient au vaste complexe écologique du marais Audomarois et de ses versants[25] ;
- les prairies humides de Clairmarais et du Bagard, d'une superficie de 661 ha. Cette ZNIEFF se situe dans la partie est du marais audomarois et est bordée au sud par la forêt de Clairmarais et au nord par le début des collines de Flandre[26].
- le bassin de Bonduelle et bois à l'Est, d'une superficie de 114 ha. Cette ZNIEFF, essentiellement ornithologique, compte pas moins de dix espèces qui fréquentent le site en période de reproduction. C'est également un site de halte pour des espèces remarquables comme l’Échasse blanche ou le Combattant varié[27].

et une ZNIEFF de type 2 : le complexe écologique du marais Audomarois et de ses versants, d'une superficie de 12 177 ha. Cette ZNIEFF est un élément de la dépression préartésienne, drainé par l’Aa, le marais Audomarois est un golfe de basses terres bordé à l’Ouest par la retombée crayeuse de l’Artois et à l’Est par les collines argileuses de la Flandre intérieure.

Carte des ZNIEFF de type 1 et 2 sur la commune
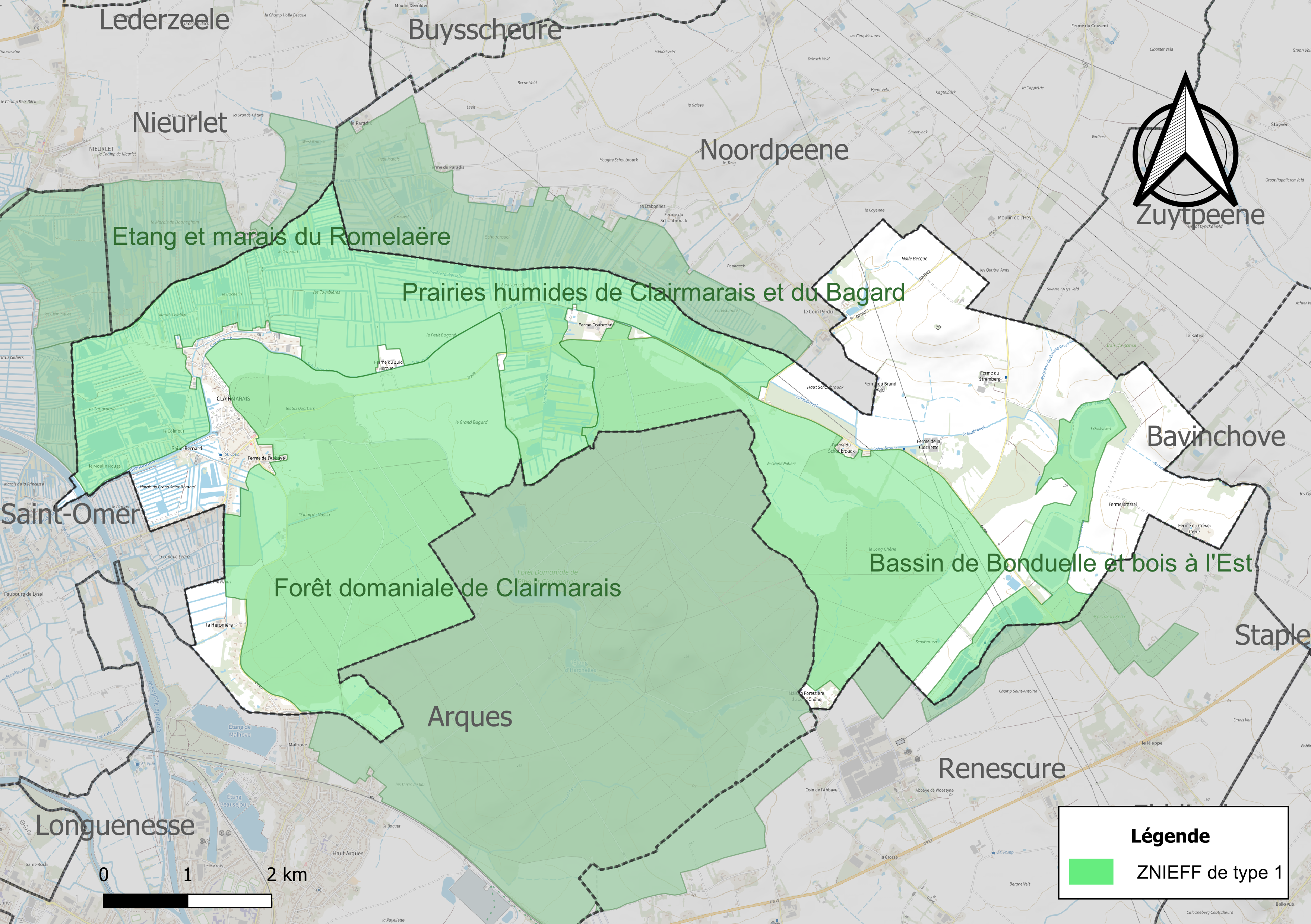
Carte des ZNIEFF de type 1 sur la commune.
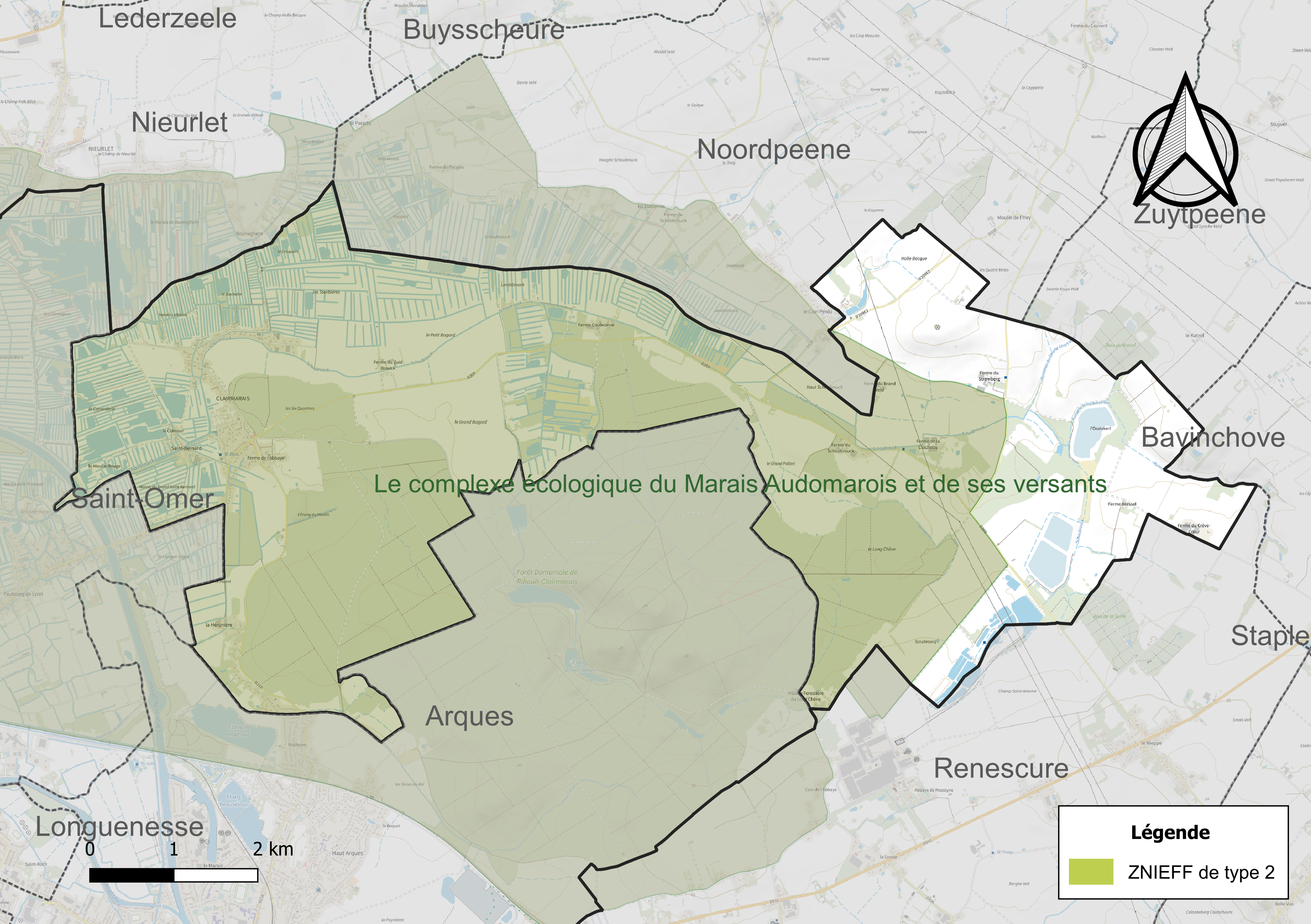
Carte de la ZNIEFF de type 2 sur la commune.

#### Sites Natura 2000
Le réseau Natura 2000 est un réseau écologique européen de sites naturels d’intérêt écologique élaboré à partir des directives « habitats » et « oiseaux ». Ce réseau est constitué de zones spéciales de conservation (ZSC) et de zones de protection spéciale (ZPS). Dans les zones de ce réseau, les États Membres s'engagent à maintenir dans un état de conservation favorable les types d'habitats et d'espèces concernés, par le biais de mesures réglementaires, administratives ou contractuelles.
Sur la commune, un site Natura 2000 de type B est défini en site d'importance communautaire : les prairies, marais tourbeux, forêts et bois de la cuvette audomaroise et de ses versants, d'une superficie de 563 ha.
et un site Natura 2000 de type A, défini en zone de protection spécial : le marais audomarois, d'une superficie de 178 ha.

## Urbanisme

### Typologie
Au 1er janvier 2024, Clairmarais est catégorisée commune rurale à habitat dispersé, selon la nouvelle grille communale de densité à sept niveaux définie par l'Insee en 2022.
Elle appartient à l'unité urbaine de Saint-Omer, une agglomération inter-départementale regroupant 23  communes, dont elle est une commune de la banlieue,,. Par ailleurs la commune fait partie de l'aire d'attraction de Saint-Omer, dont elle est une commune de la couronne,. Cette aire, qui regroupe 79 communes, est catégorisée dans les aires de 50 000 à moins de 200 000 habitants,.

### Occupation des sols
L'occupation des sols de la commune, telle qu'elle ressort de la base de données européenne d’occupation biophysique des sols Corine Land Cover (CLC), est marquée par l'importance des territoires agricoles (69,4 % en 2018), en diminution par rapport à 1990 (70,8 %). La répartition détaillée en 2018 est la suivante : 
terres arables (40,7 %), forêts (24,3 %), zones agricoles hétérogènes (15,2 %), prairies (13,5 %), zones humides intérieures (2,2 %), zones urbanisées (1,8 %), milieux à végétation arbustive et/ou herbacée (1,5 %), eaux continentales (0,8 %). L'évolution de l’occupation des sols de la commune et de ses infrastructures peut être observée sur les différentes représentations cartographiques du territoire : la carte de Cassini (XVIIIe siècle), la carte d'état-major (1820-1866) et les cartes ou photos aériennes de l'IGN pour la période actuelle (1950 à aujourd'hui).

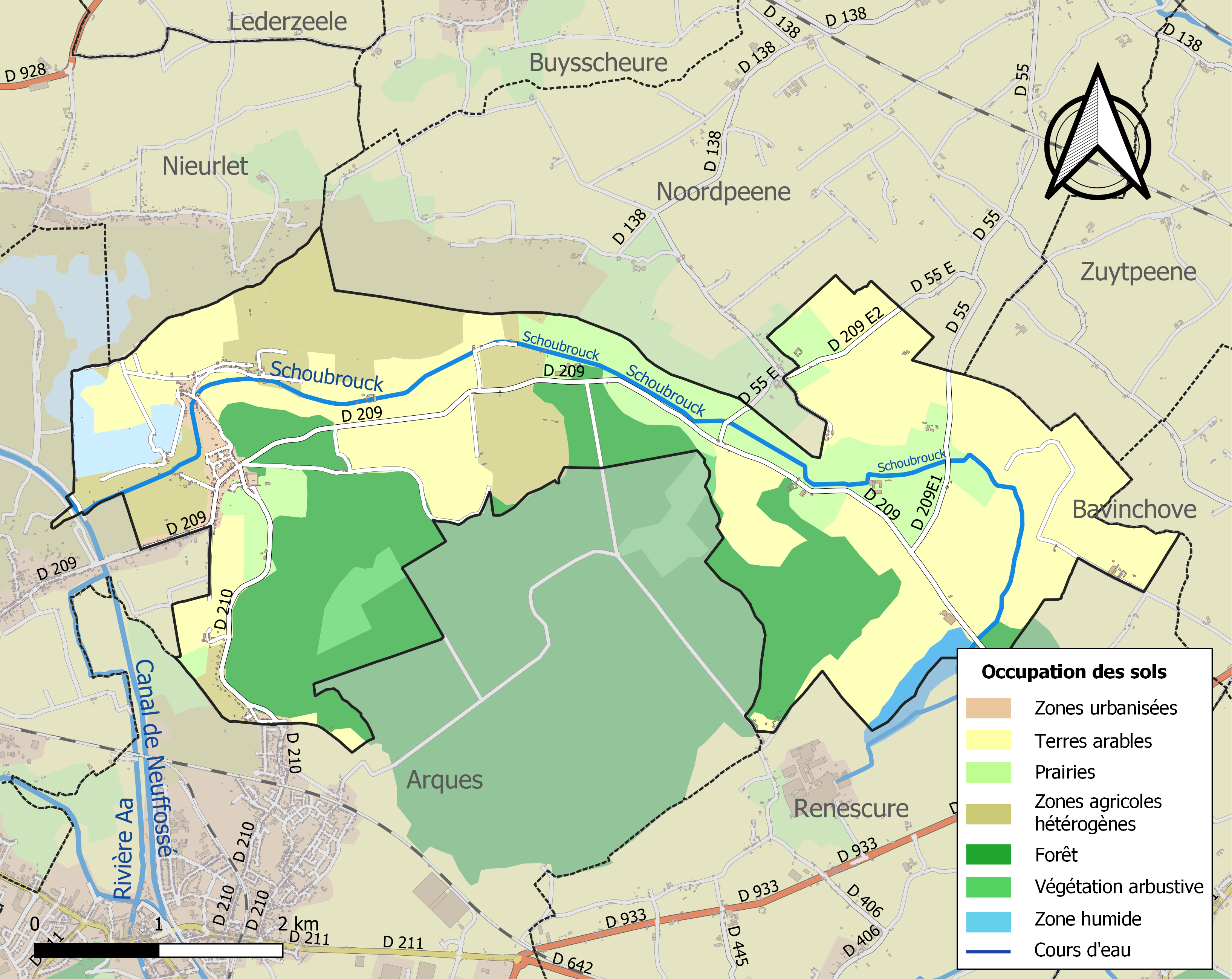
Carte des infrastructures et de l'occupation des sols de la commune en 2018 (CLC).

### Voies de communication et transports

#### Voies de communication
La commune est desservie par la route départementale D 209.

#### Transport ferroviaire
La commune se trouve à 3,6 km de la gare de Saint-Omer, située sur les lignes de Lille aux Fontinettes et de Saint-Omer à Hesdigneul, desservie par des trains TER Hauts-de-France.

#### Transports en commun
Clairmarais est desservie par la ligne 5 du réseau Mouvéo.

### Risques naturels et technologiques

#### Risque inondation
À la suite du passage des tempêtes Ciarán, Domingos et Elisa et des inondations et coulées de boue qui se sont produites, la commune est reconnue, par arrêté du 14 novembre 2023, en état de catastrophe naturelle pour inondations et coulées de boue sur la période du 2 au 12 novembre 2023, comme 179 autres communes du département.

## Toponymie
Le nom de la localité est attesté sous les formes Claromaresch ou Claromaresck (1145), Clarus Mariscus (1163-1171), Cleirmaresc (1165), Claromariscum (1175), Clemariscus (1176), Claromarescum (1177), Claremariscus (1247), Clermaresch (1270), Clermarès (1285), Clamarès (1412), Clémarez (1498), Clermarestz (1566), Clemairès (XVIe siècle), Clairmaretz (1637-1639), Clairmarets (1739), Clairemarais (1793) et Clairmarais (depuis 1801).
Ernest Nègre donne comme origine toponymique l'oïl clair + maresc : le « marais aux eaux claires ».
La commune porte le nom de Klommeres, Claeremeersch en flamand occidental, Klaarmares en néerlandais et Clairmérais en picard.

## Histoire

### Moyen-Âge et temps modernes
Clairmarais est née au XIIe siècle et doit son origine à la célèbre abbaye cistercienne fondée par Bernard de Clairvaux (saint Bernard) en 1140.
Clairmarais est devenue commune à part entière en 1790 alors que l'abbaye allait être détruite et vendue comme bien national à la Révolution.
Aujourd'hui un hameau, la Cloquette fut érigé en commune de 1790 à 1801.

### Époque contemporaine
Le flamand était encore parlé jusqu'au XIXe siècle.
Pendant la Première Guerre mondiale, en février 1916, sur l'aérodrome de Clairmarais, stationnait  l'escadrille n° 20 du Corps Royal des aviateurs anglais. Un des avions, un biplan armé de deux mitrailleuses s'est accidenté à Rexpoëde : le 3 février 1916, vers 16h30, un avion biplan anglais armé de deux mitrailleuses a atterri à Rexpoëde. Les deux aviateurs ont déclaré appartenir à l'escadrille n° 20 du Corps Royal des aviateurs anglais, attachée à l'aérodrome de Clairmarais. Ils venaient de Clairmarais et se sont égarés en recherchant leur destination (Djoogland? DJooyland?), d'où leur atterrissage. Ils prévoyaient de repartir le lendemain. Les deux mitrailleuses ont été déposées au commandement d'étapes (Rexpoëde est alors siège d'un commandement d'étapes, organisme de l'armée de terre destiné à accueillir des troupes en séjour ou de passage) et une garde organisée autour de l'appareil. L'avion n'a pu décoller le 4 matin en raison du mauvais temps. Il a tenté de le faire dans l'après-midi. Mais à peine en vol, il a touché un fil téléphonique ce qui le fit changer de direction, et l'empêcha de prendre de la hauteur. Il finit dans sa course dans un arbre et tomba au sol, non loin de son point de départ. Les premiers secours ont rapidement été donnés, le médecin chef de l'infirmerie du commandement d'étapes a ausculté les deux aviateurs. Il a diagnostiqué des contusions à la tête pour l'un, dans la région lombaire pour l'autre, mais sans gravité apparente pour aucun d'eux. Ils ont été évacués sur l'hôpital de Beveren. L'avion complètement détruit a été gardé pour la nuit. Le 5 février, des mécaniciens anglais sont venus le démonter mais ont oublié sur place les mitrailleuses. Averti, le quartier général anglais a prévu leur enlèvement le 6 février.
En 2015, un projet de fusion des communes de la Communauté d'agglomération de Saint-Omer en une seule est élaboré. Pour que ce projet puisse être validé, il nécessite l'accord de toutes les communes concernées. Le 8 octobre, le conseil municipal de Clairmarais vote contre, ce qui met un terme à ce projet.

## Politique et administration

### Découpage territorial
La commune se trouve dans l'arrondissement de Saint-Omer du département du Pas-de-Calais, depuis 1801.

#### Commune et intercommunalités
La commune est membre de la communauté d'agglomération du Pays de Saint-Omer.

#### Circonscriptions administratives
La commune est rattachée au canton de Saint-Omer-Nord, de 1801 à 2014, puis depuis 2015 au canton de Saint-Omer.

#### Circonscriptions électorales
Pour l'élection des députés, la commune fait partie de la huitième circonscription du Pas-de-Calais.

### Élections municipales et communautaires

#### Liste des maires
| Période                                  | Période                    | Identité       | Étiquette | Qualité                                                       |
| ---------------------------------------- | -------------------------- | -------------- | --------- | ------------------------------------------------------------- |
| Les données manquantes sont à compléter. |                            |                |           |                                                               |
| 1995                                     | 2008                       | Nicole Heneman |           |                                                               |
| mars 2008                                | En cours (au 29 mars 2021) | Damien Morel   |           | Chargé de projet informatique Réélu pour le mandat 2020-2026, |

## Équipements et services publics

### Enseignement
École en programmation. Collèges et lycées sur Saint-Omer.

### Justice, sécurité, secours et défense
La commune dépend du tribunal judiciaire de Saint-Omer, du conseil de prud'hommes de Saint-Omer, de la cour d'appel de Douai, du tribunal de commerce de Boulogne-sur-Mer, du tribunal administratif de Lille, de la cour administrative d'appel de Douai, du tribunal judiciaire de Boulogne-sur-Mer et du tribunal pour enfants de Saint-Omer.

## Population et société

### Démographie
Les habitants sont appelés les Clairmaraisiens.

#### Évolution démographique
L'évolution du nombre d'habitants est connue à travers les recensements de la population effectués dans la commune depuis 1793. Pour les communes de moins de 10 000 habitants, une enquête de recensement portant sur toute la population est réalisée tous les cinq ans, les populations de référence des années intermédiaires étant quant à elles estimées par interpolation ou extrapolation. Pour la commune, le premier recensement exhaustif entrant dans le cadre du nouveau dispositif a été réalisé en 2004.

En 2022, la commune comptait 579 habitants, en évolution de −8,68 % par rapport à 2016 (Pas-de-Calais : −0,72 %, France hors Mayotte : +2,11 %).
| 1793 | 1800 | 1806 | 1821 | 1831 | 1836 | 1841 | 1846 | 1851 |
| ---- | ---- | ---- | ---- | ---- | ---- | ---- | ---- | ---- |
| 206  | 198  | 237  | 235  | 230  | 260  | 301  | 318  | 306  |

| 1856 | 1861 | 1866 | 1872 | 1876 | 1881 | 1886 | 1891 | 1896 |
| ---- | ---- | ---- | ---- | ---- | ---- | ---- | ---- | ---- |
| 272  | 319  | 370  | 375  | 476  | 551  | 486  | 489  | 468  |

| 1901 | 1906 | 1911 | 1921 | 1926 | 1931 | 1936 | 1946 | 1954 |
| ---- | ---- | ---- | ---- | ---- | ---- | ---- | ---- | ---- |
| 526  | 480  | 424  | 459  | 380  | 382  | 447  | 395  | 483  |

| 1962 | 1968 | 1975 | 1982 | 1990 | 1999 | 2004 | 2006 | 2009 |
| ---- | ---- | ---- | ---- | ---- | ---- | ---- | ---- | ---- |
| 397  | 410  | 480  | 598  | 687  | 689  | 674  | 656  | 631  |

| 2014 | 2019 | 2022 | - | - | - | - | - | - |
| ---- | ---- | ---- | - | - | - | - | - | - |
| 638  | 606  | 579  | - | - | - | - | - | - |

#### Pyramide des âges
En 2018, le taux de personnes d'un âge inférieur à 30 ans s'élève à 26,5 %, soit en dessous de la moyenne départementale (36,7 %). À l'inverse, le taux de personnes d'âge supérieur à 60 ans est de 30,2 % la même année, alors qu'il est de 24,9 % au niveau départemental.
En 2018, la commune comptait 310 hommes pour 305 femmes, soit un taux de 50,41 % d'hommes, légèrement supérieur au taux départemental (48,5 %).
Les pyramides des âges de la commune et du département s'établissent comme suit.
| Hommes | Classe d’âge | Femmes |
| ------ | ------------ | ------ |
| 0,0    | 90 ou +      | 0,3    |
| 7,5    | 75-89 ans    | 8,0    |
| 20,7   | 60-74 ans    | 23,9   |
| 27,2   | 45-59 ans    | 25,9   |
| 15,7   | 30-44 ans    | 17,6   |
| 14,4   | 15-29 ans    | 8,0    |
| 14,4   | 0-14 ans     | 16,3   |

| Hommes | Classe d’âge | Femmes |
| ------ | ------------ | ------ |
| 0,5    | 90 ou +      | 1,6    |
| 5,6    | 75-89 ans    | 8,9    |
| 16,7   | 60-74 ans    | 18,1   |
| 20,2   | 45-59 ans    | 19,2   |
| 18,9   | 30-44 ans    | 18,1   |
| 18,2   | 15-29 ans    | 16,2   |
| 19,9   | 0-14 ans     | 17,9   |

## Économie
Clairmarais est une commune essentiellement agricole, les maraîchers y cultivent notamment le chou-fleur.
Le tourisme est également une activité en plein essor, avec deux campings, un gite, des cafés - restaurant, un centre de thalassothérapie, la grange nature à proximité de la réserve naturelle, un embarcadère nautique, un centre équestre ainsi qu'un loueur de voitures anciennes, de types 2CV, combis Volkswagen, tandems...

## Culture locale et patrimoine

### Lieux et monuments
- la forêt domaniale de Rihoult Clairmarais et la réserve naturelle régionale du Romelaëre (devenue nationale le 7 février 2008[57]) attirent de nombreux visiteurs.
- Présente également sur la commune, la grotte Notre-Dame de Lourdes où se recueillent des pèlerins. Le pèlerinage du 15 août étant le plus important au nord de la Seine.
- Le monument aux morts[58].

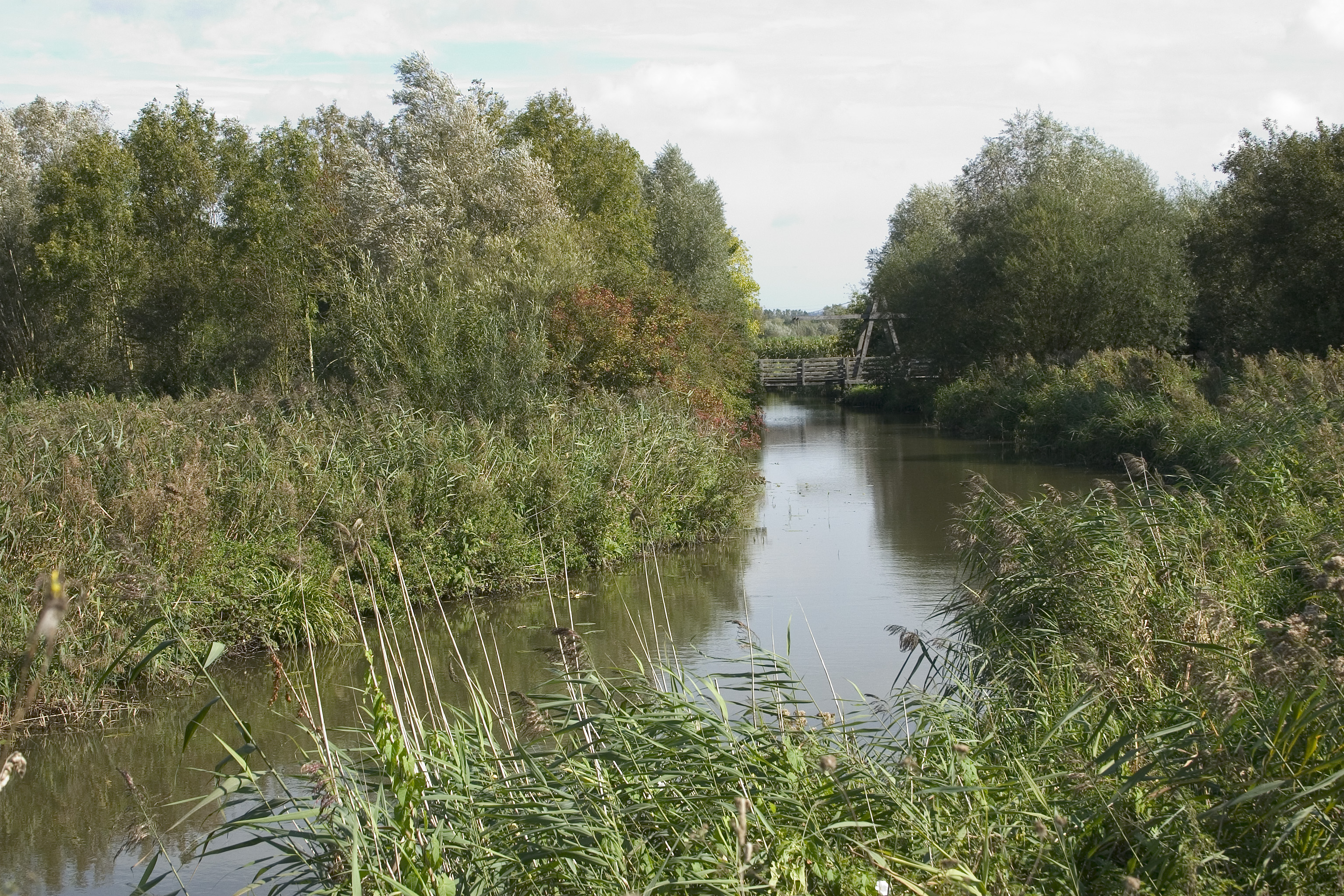
Dans la réserve naturelle du Romelaëre.
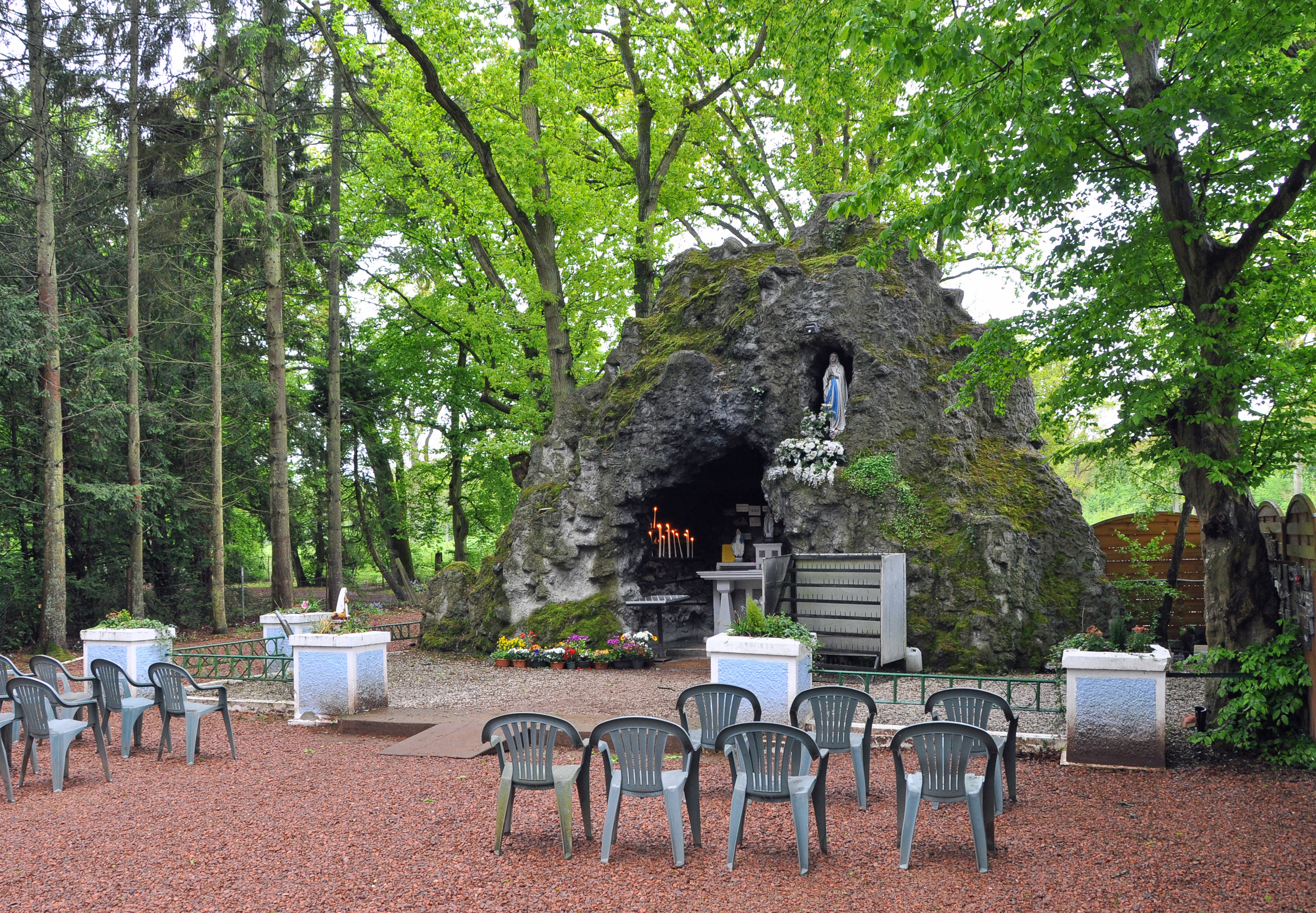
La grotte.

### Monuments historiques

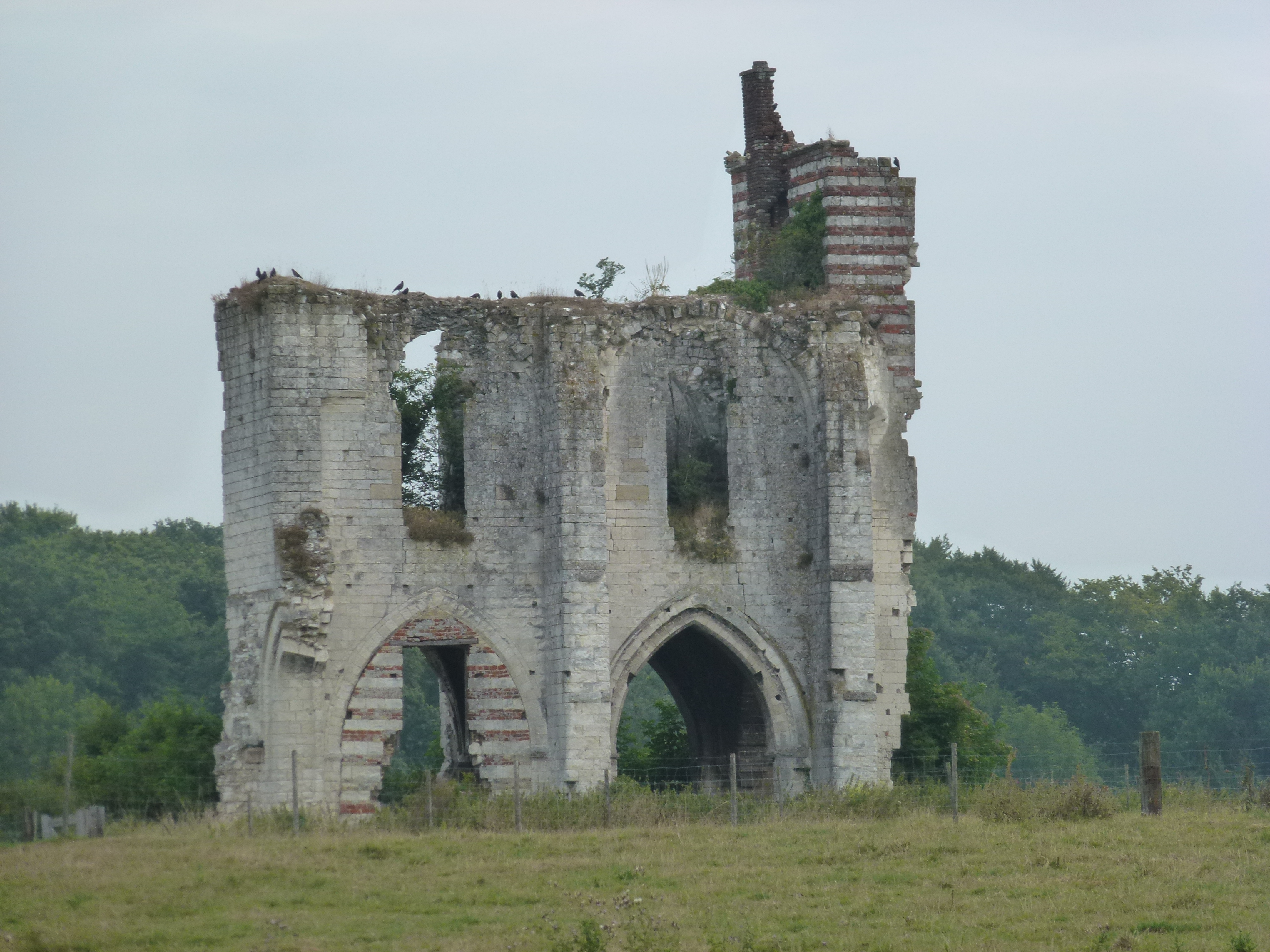
Ruines de l'abbaye.

- L'abbaye de Clairmarais : ancienne abbaye cistercienne, ruines inscrites au titre des monuments historiques par arrêté du 2 décembre 1946 ; ferme comprenant : 1. vestiges en partie médiévaux de l'entrée de l'abbaye avec la porterie et les bâtiments des étrangers (dont la chapelle) ; 2. ferme proprement dite avec le portail d'entrée, le logis (accolé aux bâtiments des étrangers) et sa tourelle d'escalier (datée 1680), les bâtiments agricoles (granges, étables, écuries, porcheries, maréchalerie, etc.) ; 3. le pigeonnier (cad. D 108, 110, 323, 326) : inscription par arrêté du 3 juillet 1987[59].
- La ferme cistercienne de la Cloquette. Façades et toitures du petit pavillon XVIIIe siècle (cad. B 193) : inscription par arrêté du 27 juin 1991[60].

### Héraldique
| Blason de Clairmarais | Blason  | D'or à deux crosses affrontées de gueules passées en sautoir, cantonnées en chef d'une patte de loup de sable posée en pal et en pointe d'une couleuvre du même tortillée en pal, à la fasce d'azur brochant sur le tout. Devise / CriVivat Clarus Mariscus secus decursus aquarum (Que vive Clairmarais au bord du flux des eaux) |
| Blason de Clairmarais | Détails | Il s'agirait du premier blason de l'abbaye locale, où les crosses rappellent cette dernière, le loup et la couleuvre les animaux vivants dans la forêt et les marécages. Le statut officiel du blason reste à déterminer. |

## Pour approfondir